# Adrian Baldovin
Adrian Baldovin (n. 5 octombrie 1971, Galați, România) este un fotbalist român retras din activitate, care a evoluat pe poziția de fundaș. A debutat în Liga 1 la 9 decembrie 1990, în meciul Corvinul Hunedoara - Progresul Brăila (încheiat cu scorul: 2-1).